# António Moniz Barreto
António Moniz Barreto (1530 — Lisboa, 1600) foi um militar português. Foi o 25.º Governador da Índia. Combateu em Damão com 120 soldados, vencendo um batalhão de 2 mil indianos, em 1559. Foi nomeado mas recusou o cargo de governador de Malaca. Em 1573, foi nomeado governador da Índia, cargo que ocupou até 1577. 
Foi sob seu mandato que se estabeleceu um tratado de paz entre o Estado da Índia e o Idalxá, o sultanato de Bijapur fundado em 1489 por Iúçufe Adil Xá (Abu Almuzafar Iúçufe Adil Cã Saui) e na época sob o sultão Ali Adil Shah I (1558–1580). Ambos os estados estavam em guerra contínua desde o início do século. O tratado de paz foi assinado em Goa em 22 de outubro de 1576 pelo embaixador de Bijapur, Zaerbeque, pelo próprio governador e na presença das principais figuras portuguesas na Índia. No tratado, Goa garantiu a segurança dos navios do Idalcão, a proteção de suas mercadorias e o fim das extorsões praticadas por oficiais e outras figuras em Goa e em outros portos do Estado da Índia como Ormuz. Por sua vez, o sultanato comprometeu-se a oferecer ao seu novo aliado uma ajuda generosa nos seguintes termos:
 Disse mais o dito Embaxador que hora de novo se obriga para mais certeza e firmeza da paz e amizade que tem, e daqui em diante quer ter com o Estado da India, dar para ajuda e socorro quando lhe for necessario, dez mil homens de cavallo, e toda a gente de pee, que ouverem mister, com suas armas e mantimentos á sua custa (Contrato das Pazes feitas com o Idalxá, 1576, § IX).
Foi durante o governo de António Moniz Barreto que o Império Português perdeu Ternate. 
É sucedido por D. Diogo de Meneses, por têr morrido na viagem, perto de Moçambique, Rui Lourenço de Távora, indigitado para vice-rei da Índia.
Por sua genealogia, era descendente de Pedro de Menezes, 1.º Conde de Vila Real, primeiro governador de Ceuta.